# Sinfonía n.º 14 (Haydn)

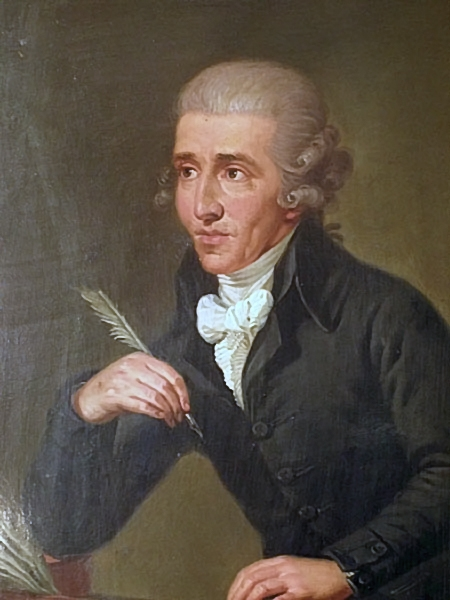
Haydn hacia 1770.

La Sinfonía n.º 14 en la mayor, Hob. I:14 fue compuesta por Joseph Haydn probablemente entre 1761 y 1763.

## Historia

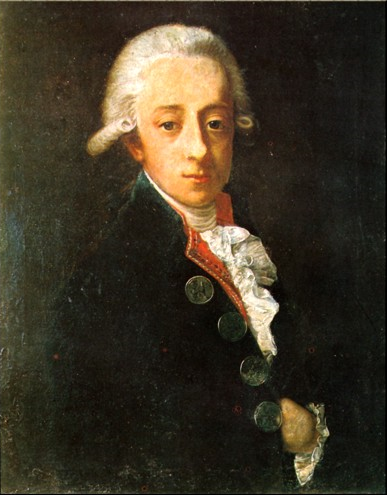
Nicolás Esterházy en 1762.

La producción sinfónica del maestro austríaco puede dividirse a grandes rasgos en tres bloques temporales: el primer bloque (1757-1761) se corresponde con su periodo al servicio del conde Carl von Morzin (n.º 1 - n.º 5); el segundo bloque en la corte Esterházy (1761-1790 pero con la última sinfonía para el público de Esterházy en 1781); y el tercer bloque (1782-1795) comprende las Sinfonías de París (n.º 82 - n.º 87) y las Sinfonías de Londres (n.º 93 - n.º 104). El 1 de mayo de 1761 el compositor firmó su contrato como vice-kapellmeister (más tarde kapellmeister) de la familia Esterházy, que nominalmente duró 48 años, hasta su muerte.
La composición de esta pieza se cree que pudo desarrollarse entre 1761 y 1763, cuando el compositor tenía 31 años y se encontraba en sus primeros años al servicio de la Casa de Esterházy. Haydn ejercía felizmente su oficio para un mecenas generoso y comprensivo, príncipe Nicolás Esterházy.

## Instrumentación
La partitura está escrita para una orquesta formada por:
- Viento madera: 2 oboes, 1 fagot.
- Viento metal: 2 trompas.
- Cuerda: una sección de cuerdas con 2 violines, viola, violonchelo y contrabajo.
- Teclado: clavecín como bajo continuo.

En aquella época se solía emplear un fagot para amplificar la voz del bajo, incluso sin una notación separada. En cuanto a la participación del clavecín como bajo continuo en las sinfonías de Haydn existen diversas opiniones entre los estudiosos: James Webster se sitúa en contra; Hartmut Haenchen a favor; Jamie James en su artículo para The New York Times presenta diferentes posiciones por parte de Roy Goodman, Christopher Hogwood, H. C. Robbins Landon y James Webster. A partir de 2019 la mayor parte de las orquestas con instrumentos modernos no utiliza el clavecín como continuo. No obstante, existen grabaciones con clavecín en el bajo continuo realizadas por: Trevor Pinnock (Sturm und Drang Symphonies, Archiv, 1989-1990); Nikolaus Harnoncourt (n.º 6–8, Das Alte Werk, 1990); Sigiswald Kuijken (incluidas las Sinfonías de París y Londres; Virgin, 1988-1995); Roy Goodman (Ej. n.º 1-25, 70-78, 82-87; Hyperion, 2002).

## Estructura y análisis
La sinfonía consta de cuatro movimientos:
- I. Allegro molto, en la mayor 3
4
- II. Andante, en re mayor 2
4
- III. Menuet, en la mayor – Trio, en la menor 3
4
- IV. Allegro, en la mayor 6
8

La interpretación de esta obra dura aproximadamente entre 15 y 20 minutos. Haydn opta por cuatro movimientos, que es una estructura que será cada vez más habitual en su producción sinfónica. Aunque es una obra pequeña y concisa, refleja el placer del compositor al emplear una orquesta con sonoridades ampliadas. Se percibe la mano magistral del maestro austríaco que se deleita tanto con las mezclas sutiles como con los contrastes más audaces.

### I.Allegro molto
El primer movimiento, Allegro molto, está escrito en la tonalidad de la mayor, en compás de 3/4 y sigue la forma sonata. El movimiento de apertura, en un atlético ritmo ternario, presenta un tema principal angular y cargado de saltos.

### II.Andante
El segundo movimiento, Adagio cantabile, está en re mayor y en compás de 2/4. Originalmente fue el final de un divertimento previo llamado "Der Geburtstag" (Cumpleaños), Hob. II:11. Las variaciones del divertimento se han transformado en una forma sonata para ser incluido en esta sinfonía. Tiene algo de la naturaleza de una enérgica marcha de peregrino y presenta un violonchelo obbligato, y el compositor se deleita con esta sutil coloración.

### III.Menuet–Trio
El tercer movimiento, Menuet – Trio, está en la mayor y el trío en la menor, en compás de 3/4 y adopta una forma ternaria de minueto con trío. El delicioso minueto que sigue muestra a Haydn disfrutando aún más al combinar los vientos en la melodía principal mientras un picante solo de oboes lleva al trío. El trío presenta un solo de oboe acompañado por violines y violonchelo.

### IV.Allegro
El cuarto y último movimiento, Allegro, retoma la tonalidad inicial, el compás es 6/8 y sigue la forma sonata. El Finale es muy contrapuntístico y se basa en una escala descendente. En medio de este breve ensayo académico, se vislumbra al futuro Haydn bromista. La recapitulación va con un retraso de un compás en la tónica, como si se tratara de un chiste anticipado por parte de un alborotador del público.